# Hoechst (краситель)
Красители Hoechst принадлежат семейству синих флуоресцентных красителей, используемых для окрашивания ДНК. Этот бис-бензимид, первоначально разработанный компанией Hoechst AG, получил номер 33342. Ему родственны красители Hoechst 33258 и Hoechst 34580. Красители Hoechst 33258 и Hoechst 33342, применяющиеся чаще всего, имеют схожие спектры возбуждения-испускания.

## Молекулярные характеристики
Оба красителя возбуждаются ультрафиолетовым светом длиной волны около 350 нм, и оба излучают сине-голубой флуоресцентный свет вокруг максимума спектра излучения при 461 нм. Несвязанный краситель имеет максимальную эмиссию флуоресценции в диапазоне 510—540 нм. Молекулы красителя можно возбудить ксеноновой или ртутной дуговой лампой или ультрафиолетовым лазером. Благодаря значительному различию между спектрами возбуждения и испускания красители Hoechst часто применяются в экспериментах со многими  несколькими флюорофорами. Интенсивность флуоресценции красителей Hoechst увеличивается с ростом pH раствора.
Красители Hoechst растворимы в воде и в органических растворителях, таких как диметилформамид или диметилсульфоксид . Могут быть достигнуты концентрации до 10 мг/мл. При хранении в защищённом от света месте при температуре 2-6 °C водные растворы красителя стабильны не менее шести месяцев. Для длительного хранения растворы замораживают при −20 °С или ниже.
Красители связываются с малой бороздкой двухцепочечной ДНК, чаще всего с последовательностями, богатыми аденином и тимином. Хотя красители могут связываться с любыми нуклеиновыми кислотами, двухцепочечные ДНК, богатые AT, значительно усиливают флуоресценцию. Красители Hoechst проникают в клетки и могут связываться с ДНК в живых или фиксированных клетках . Таким образом, эти пятна часто называют суправитальными, что означает, что клетки не погибают при обработке этими соединениями. Клетки, экспрессирующие специфические АТФ-связывающие кассетные белки-транспортеры, также могут активно транспортировать эти пятна из своей цитоплазмы. 

## Применение
Концентрация 0,1-12 мкг/мл обычно используется для окрашивания ДНК в клетках бактерий или эукариот. Клетки окрашивают в течение 1-30 мин при комнатной температуре или 37 °C, а затем промывают для удаления несвязавшегося красителя. Зелёная флуоресценция несвязанного красителя Hoechst может наблюдаться на образцах, окрашенных слишком большим количеством красителя или частично промытых Красители Hoechst часто используются вместо другого красителя нуклеиновой кислоты, называемого DAPI.
Основные различия между красителями Hoechst и DAPI:
- Красители Hoechst менее токсичны, чем DAPI, что обеспечивает более высокую жизнеспособность окрашенных клеток[5].
- Дополнительная этильная группа в некоторых красителях Hoechst (Hoechst 33342) облегчает их проникновение в клетки[6].
- Существуют красители для окрашивания ядер, позволяющие клеткам жить после окрашивания.

Hoechst 33342 и 33258 гасятся бромдезоксиуридином (BrdU), который обычно используется для обнаружения делящихся клеток. Hoechst 33342 обладает в 10 раз большей проницаемостью для клеток, чем H 33258. Клетки могут интегрировать BrdU во вновь синтезированную ДНК в качестве замены тимидина. Предполагается, что при интеграции BrdU в ДНК бром деформирует малую бороздку, из-за чего красители Hoechst не могут достичь своего оптимального сайта связывания. Хотя красители Hoechst связываются с BrdU-замещенной ДНК сильнее, чем с обычной, никакой флуоресценции не происходит. Красители Hoechst можно использовать с BrdU для мониторинга прогрессирования клеточного цикла.
Красители Hoechst обычно используются для окрашивания геномной ДНК для следующих целей:
- Флуоресцентная микроскопия и иммуногистохимия, часто с другими флуорофорами[9]
- Проточная цитометрия для подсчета или сортировки клеток. Примером может служить использование красителей Hoechst для анализа того, сколько клеток популяции находится в какой фазе клеточного цикла[10].
- Обнаружение ДНК в присутствии РНК в агарозных гелях[11]
- Автоматическое определение ДНК[12]
- Хромосомная сортировка[11]

Выделение Hoechst также используется для изучения гемопоэтических и эмбриональных стволовых клеток. Поскольку эти клетки способны эффективно выделять краситель, их можно обнаружить с помощью проточной цитометрии в так называемой боковой популяции. Это делается путем пропускания флуоресценции, испускаемой возбужденным Hoechst, через красный и синий фильтры и нанесения красного и синего Hoechst друг на друга. 

## Токсичность и безопасность
Поскольку красители Hoechst связываются с ДНК, они мешают репликации ДНК во время клеточного деления. Следовательно, они являются потенциально мутагенными и канцерогенными, поэтому при обращении с ними и их утилизации следует соблюдать осторожность. Окрашивание красителями Hoechst используется для сортировки спермы у домашнего скота и людей. Его безопасность обсуждалась.